# Luftplankton

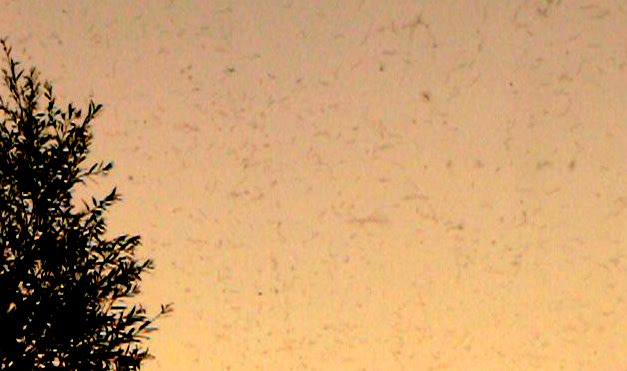
Aeroplankton i luften ovanför Loirefloden i Frankrike i augusti 2010.

Luftplankton, eller aeroplankton, är ett samlingsnamn för små luftburna biologiska partiklar som sprids passivt med vindar, termik och andra meteorologiska fenomen, och är den atmosfäriska motsvarigheten till havens plankton. Luftplankton omfattar både växter, mikrober och djur och merparten är mycket små eller till och med mikroskopiska.
Det finns en mängd olika mikroorganismer som virus, runt 1000 olika arter av bakterier, runt 40,000 olika former av svampar, och hundratals arter av protister, alger, mossor och levermossor som vid något tillfälle i sin livscykel lever som luftplankton, oftast i form av sporer, pollen eller vinddrivna frön.
Ett stort antal små djur, främst leddjur, som insekter och spindlar sprids med vindar och kan uppträda svävande på flera tusen meters höjd. Exempelvis återfinns ofta bladlöss på mycket hög höjd. Flera arter av spindlar, främst ungdjur, spinner silkestrådar för att dessa ska greppas tag av vinden och föra dem långa sträckor.
Luftplankton utgör en viktig föda för många fågelarter som seglare och svalor.